# Zohorský kanál
Zohorský kanál nebo Záhorský kanál je vodní tok IV. řádu na Záhorí, lemuje západní část okresu Malacky. Do říčky Maliny ústí u obce Zohor jako její pravostranný přítok s délkou 31,334 km a plochou povodí 137,347 km², v nadmořské výšce 138 m n. m.

## Počátek
V nivě Moravy (část Borské nížiny ) se jeho koryto odděluje od Malolevárského kanálu, nedaleko od obce Malé Leváre ve výšce 146 m n. m., v oblasti Biele jamy.

## Popis toku
Těsně po vzniku přibírá levostranný Topolový potok, teče jižním směrem podél hráze Moravy, následně se stáčí na jihozápad, protéká jezírkem a za chvíli přibírá další levostranný přítok, Levárský potok. Kousek po soutoku podtéká hráz řeky Rudava a teče dále na jihozápad, kde do něj zleva ústí Starý kanál, a vtéká do oblasti močálů a mokřadů. Přibírá menší pravostranný přítok a poté se od jeho pravého břehu odděluje koryto, které ústí do Moravy. Nedaleko od obce Gajary napájí rybník, do kterého ústí levostranná Kyselica a po chvíli přibírá i pravostranné rameno Ohrady. Pokračuje jižním směrem, přibírá Záhumenický kanál, stáčí se na západ a vzápětí zase na jih. Udělá následně několik půlmeandrů, přibírá na vodnatosti z vod Čongerského kanálu (ústí zleva) a kousek od soutoku protéká jezerem Pruxe. Teče stále na jih, ústí do něj zleva Lúčny kanál a hned i Lúčky a staré rameno Lúčiek. 
Poté protéká vodní nádrží Centnúz, ze které směřuje na jihovýchod, a v oblasti Lábského jezera přibírá další levostranný kanál a pak i výtok ze zmíněného jezera. Podtéká železniční trať 113 Zohor - Záhorská Ves a pokračuje na jih. Stočí se chvilku na jihovýchod, přibírá zleva Močiarku a bezejmenný kanál a poté koryto už definitivně směřuje na jih. 
Před ústím ještě přibere zprava svůj největší přítok - Vysocký kanál, proteče přečerpávací stanicí s kapacitou 10 m³/s umístěnou na hrázi Moravy a v nadmořské výšce 138 m n. m. ústí zprava do řeky Maliny.
- Zohorský kanál je umělým vodním tokem pouze zčásti, neboť jeho úsek mezi obcemi Jakubov a Suchohrad je původní říční rameno Moravy upravené do podoby kanálu.
- Stavba kanálu byla zrealizována kvůli dalším, menším melioračních kanálům se záměrem odvádět jejich vody a také vodu prosakující zpod hráze Moravy.